# 15.º distrito congresional de Ohio
El 15.º distrito congresional es un distrito congresional que elige a un Representante para la Cámara de Representantes de los Estados Unidos por el estado de Ohio.  Según la Oficina del Censo, en 2011 el distrito tenía una población de 681 066 habitantes. Actualmente el distrito está representado por el Republicano Steve Stivers.

## Geografía
El 15.º distrito congresional se encuentra ubicado en las coordenadas 39°34′40″N 82°45′22″O / 39.57778, -82.75611.

## Demografía
Según la Oficina del Censo de los Estados Unidos, en 2011 había 681 066 personas residiendo en el 15.º distrito congresional. De los 681 066 habitantes, el distrito estaba compuesto por 579 835 (85.1%) blancos; de esos, 564 953 (83%) eran blancos no latinos o hispanos. Además 61 793 (9.1%) eran afroamericanos o negros, 1 739 (0.3%) eran nativos de Alaska o amerindios, 26 422 (3.9%) eran asiáticos, 58 (0%) eran nativos de Hawái o isleños del Pacífico, 9 874 (1.4%) eran de otras razas y 16 227 (2.4%) pertenecían a dos o más razas. Del total de la población 32 587 (4.8%) eran hispanos o latinos de cualquier raza; 20 803 (3.1%) eran de ascendencia mexicana, 3 351 (0.5%) puertorriqueña y 757 (0.1%) cubana. Además del inglés, 1 431 (3.8%) personas mayor a cinco años de edad hablaban español perfectamente.
El número total de hogares en el distrito era de 266 560, y el 58.7% eran familias en la cual el 28.3 tenían menores de 18 años de edad viviendo con ellos. De todas las familias viviendo en el distrito, solamente el 43.4% eran matrimonios. Del total de hogares en el distrito, el 6.4 eran parejas que no estaban casadas, mientras que el 0.8% eran parejas del mismo sexo. El promedio de personas por hogar era de 2.46. 
En 2011 los ingresos medios por hogar en el distrito congresional eran de US$49 406, y los ingresos medios por familia eran de US$80 756. Los hogares que no formaban una familia tenían unos ingresos de US$115 168. El salario promedio de tiempo completo para los hombres era de US$46 231 frente a los US$39 459 para las mujeres. La renta per cápita para el distrito era de US$26 477. Alrededor del 11.1% de la población estaban por debajo del umbral de pobreza.